# Krasni Kudoiar
Krasni Kudoiar (en rus: Красный Кудояр) és un poble de l'óblast de Lípetsk, a Rússia, que el 2011 tenia 70 habitants. Pertany al districte rural d'Úsman.